# 타사대왕
타사대왕(朶思大王, ? ~ 225년)은 나관중의 《삼국지연의》에서 나오는 가공의 인물로, 남만 독룡동의 수장이다.

## 《삼국지연의》에서의 타사대왕
맹획을 독룡동에서 맞아 독룡동에 이르는 두개의 길 가운데 하나를 큰바위로 차단하고 촉나라군의 침공을 막는다. 또 하나의 길은 독사나 전갈이 득실거리고 날이 저물면 독이 발생하는 샘을 이용한 천연요새를 이용한 2단계 대비 작전을 만들었다.
제갈량은 주위의 반대도 물리치고 진군하는데 곧이어 독천의 피해를 당한 병사들이 속출하였다. 하지만 그곳에서 만난 맹획의 형 맹절의 도움으로 돌파하였다.
맹획과 타사대왕은 맹획의 부하 양봉에게 붙잡혀서 제갈량에게 보내진다. 제갈량은 굴복하지 않는 그들을 석방하지만 타사대왕은 제갈량을 똑바로 보지 못한다. 나중에 삼강성을 지키며 촉군을 독화살로 퇴각 시키지만 방심한 사이에 촉군의 야습을 받아 난전 속에서 전사했다.